# Ольмедо
Ольмедо (італ. Olmedo, сард. S'Ulumedu) — муніципалітет в Італії, у регіоні Сардинія,  провінція Сассарі.
Ольмедо розташоване на відстані близько 370 км на захід від Рима, 175 км на північ від Кальярі, 18 км на південний захід від Сассарі.
Населення — 4177 осіб (2014).
Щорічний фестиваль відбувається 1 травня. Покровитель — Nostra Signora di Talia.

## Демографія
Населення за роками:

Станом на 1 січня 2023 року в муніципалітеті офіційно проживало 112 іноземців з 29 країн, серед них 61 громадянин країн Євросоюзу та 7 громадян України.

## Сусідні муніципалітети
- Альгеро
- Сассарі
- Урі